# William Gove
William Julius Henderson Gove (* 1922 in Melbourne, Victoria, Australien; † 20. April 1943, bei Milingimbi, Northern Territory, Australien) war ein Offizier der Royal Australian Air Force während des Zweiten Weltkriegs, der im Dienst tödlich verunglückte.

## Leben
Der Student Gove verpflichtete sich bei Ausbruch des Weltkriegs, wie sein Vater, zum Dienst bei der Australischen Luftwaffe (RAAF). Sein relativ schwacher Gesundheitszustand zwang ihn, die begonnene Ausbildung zum Piloten abzubrechen. Stattdessen machte er eine Ausbildung in Navigation, die er mit dem Rang eines Feldwebels (Sergeant Navigator) abschloss. Er heiratete 1942 und die junge Familie zog nach Toorak in der Nähe von Melbourne.
Gove wurde 1942 in das Northern Territory zur Zweiten Schwadron der Australischen Luftwaffe abkommandiert, welche in Batchelor (Australien) stationiert war. Dort, südlich von Darwin (Australien), absolvierte er in den ersten neun Monaten 600 Einsatzstunden im Kampf und bei der Beobachtung der Streitkräfte des Kaiserreichs Japan, die 1941/1942 das gesamte Südostasien, Niederländisch-Indien, das heutige Indonesien, sowie einen Großteil von Neuguinea, von Melanesien und von Polynesien erobert hatten und eine Bedrohung für Australien waren.
Am 20. April 1943 startete Gove und seine Crew mit seiner Lockheed Hudson nach einem Tankstopp auf den Landeplatz von Milingimbi zusammen mit einer zweiten Hudson aus seiner Schwadron. Über die Funkverbindung wurde nach wenigen Minuten eine Explosion vernommen. Beide Flugzeuge stürzten ab und rissen ihre Besatzungen mit in den Tod. Vermutlich waren die beiden Hudsons in den Wolken zusammengestoßen.
Gove und die anderen Opfer wurden zuerst auf Raibuma Island bestattet, wurden jedoch auf den zentralen Friedhof Adelaide River War Cemetery südlich von Darwin umgebettet. Ihrer wird im Australian War Memorial in der Hauptstadt Canberra gedacht.

## Nachruhm
Bereits während des Weltkriegs wurden im Norden Australiens Opfer der australischen und US-amerikanischen Streitkräfte dadurch geehrt, dass Landepisten, Flugplätze und andere militärische Einrichtungen nach ihnen benannt wurden. Dementsprechend wurde eine neue Luftwaffenbasis an der Melville Bay Gove Base benannt. Nach der Auflösung des Stützpunktes im August 1945 hielt sich der Name und heute wird die gesamte Halbinsel Gove Peninsula genannt.